# Daressalam (Region)
Daressalam ist eine der 31 Regionen in Tansania. Sie grenzt im Norden und Osten an den Indischen Ozean, im Süden und Westen an die Region Pwani.

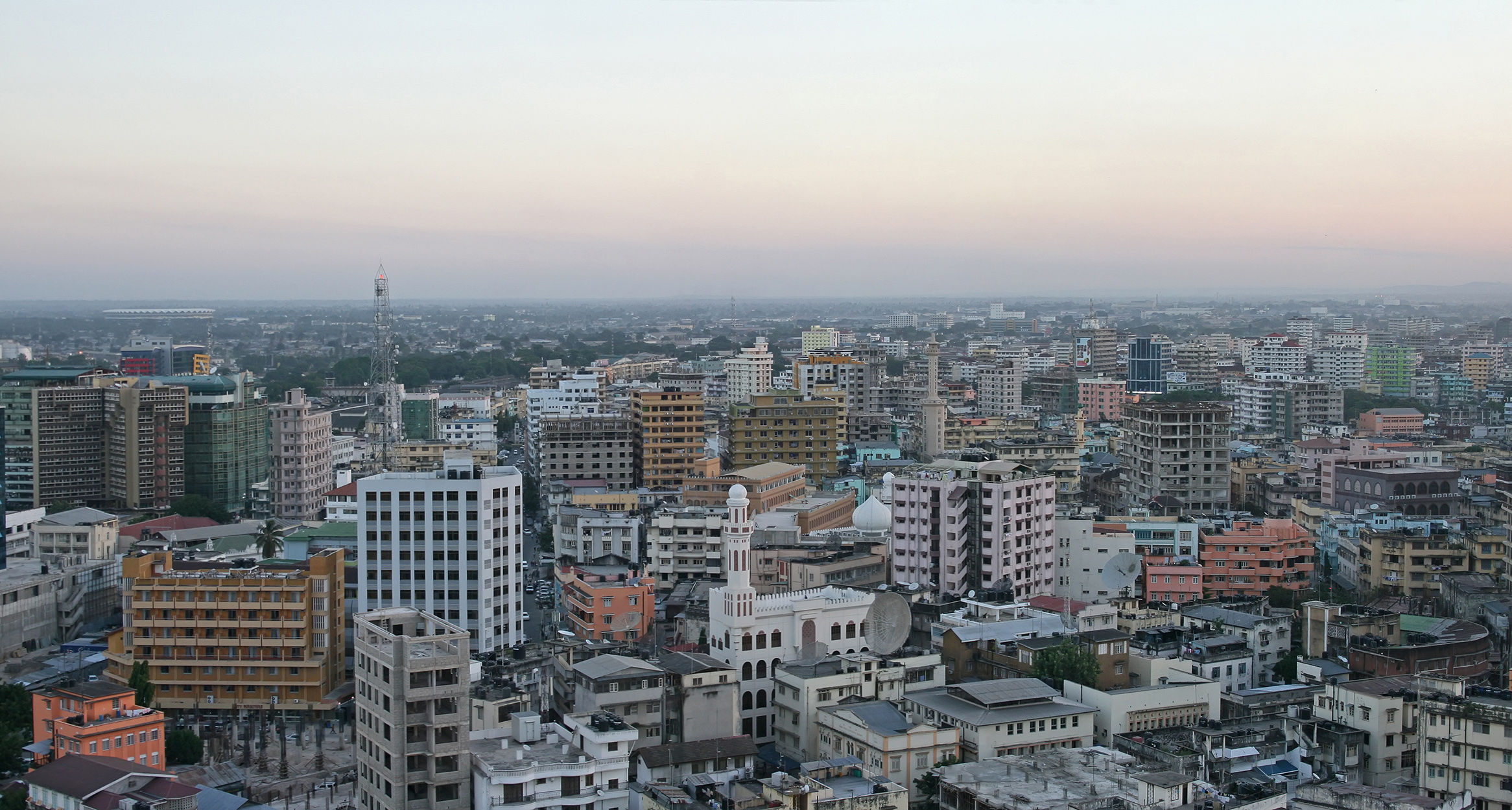
Daressalam Stadtansicht

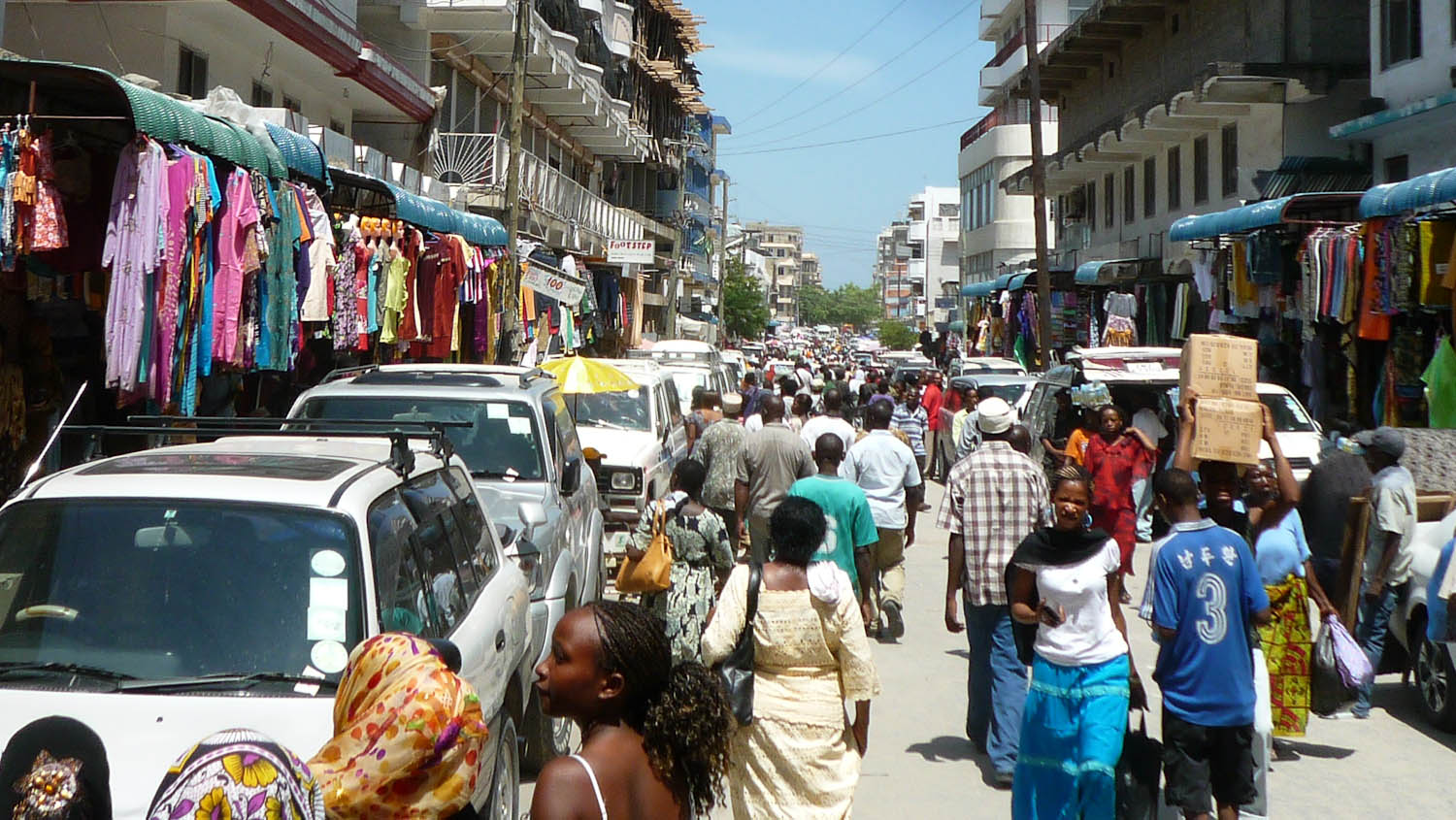
Markt in Daressalam

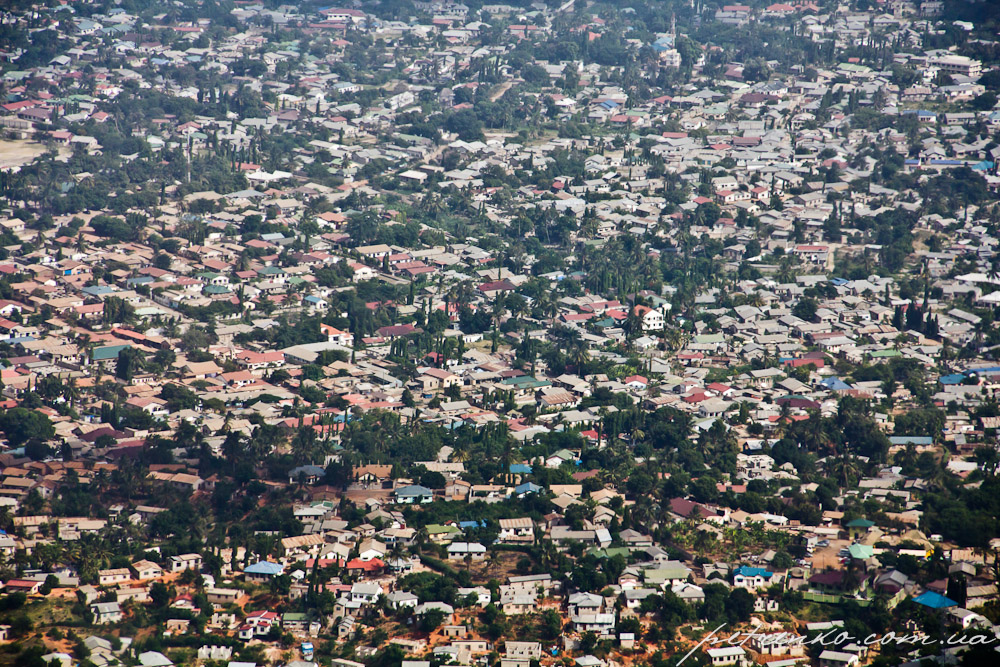
Kimara, Vorort im Westen

## Geographie
Die Region umfasst die Hauptstadt Daressalam und das umliegende Land. Sie hat eine Fläche von 1393 Quadratkilometer. Bei der Volkszählung 2022 lebten hier 5.383.728 Einwohner. Das Klima ist tropisch, Aw nach der effektiven Klimaklassifikation. Die Jahresdurchschnittstemperatur liegt bei 25,9 Grad Celsius, es regnet jährlich 1089 Millimeter.
|                        | Jan  | Feb  | Mär  | Apr  | Mai  | Jun  | Jul  | Aug  | Sep  | Okt  | Nov  | Dez  |   |      |
| Mittl. Temperatur (°C) | 27,8 | 27,9 | 27,6 | 26,7 | 25,7 | 24,6 | 23,8 | 23,9 | 24   | 25,1 | 26,3 | 27,3 | ⌀ | 25,9 |
| Mittl. Tagesmax. (°C)  | 31   | 31,6 | 31,7 | 30,5 | 29,7 | 29,3 | 28,7 | 28,9 | 29,1 | 29,9 | 30,5 | 30,9 | ⌀ | 30,1 |
| Mittl. Tagesmin. (°C)  | 24,6 | 24,2 | 23,5 | 22,9 | 21,7 | 19,9 | 18,9 | 18,9 | 19   | 20,3 | 22,1 | 23,8 | ⌀ | 21,6 |
|                        |      |      |      |      |      |      |      |      |      |      |      |      |   |      |
| Niederschlag (mm)      | 68   | 77   | 141  | 251  | 169  | 33   | 28   | 23   | 28   | 57   | 118  | 96   | Σ | 1089 |

| 24,6 |

| 24,2 |

| 23,5 |

| 22,9 |

| 21,7 |

| 19,9 |

| 18,9 |

| 18,9 |

| 19 |

| 20,3 |

| 22,1 |

| 23,8 |

| 24,6 |

| 24,2 |

| 23,5 |

| 22,9 |

| 21,7 |

| 19,9 |

| 18,9 |

| 18,9 |

| 19 |

| 20,3 |

| 22,1 |

| 23,8 |

## Geschichte
Der Name „Daressalam“ leitet sich vom arabischen Ausdruck „Bandar-ul-Salaam“ her, was „Hafen des Friedens“ bedeutet. Die Ernennung zur Stadt erfolgte 1920. Im Jahr 1961 wurde Daressalam Hauptstadt des unabhängigen Tanganjika und blieb auch nach der Vereinigung mit Sansibar Hauptstadt der Vereinigten Republik Tansania bis 1970. In diesem Jahr wurde die Hauptstadt nach Dodoma verlagert.

## Verwaltungsgliederung
Die Region wird seit 2016 in fünf Distrikte unterteilt (Stand 2020):
| Name      | Fläche km2 | Einwohner 2012 | Einwohner 2022 |
| --------- | ---------- | -------------- | -------------- |
| Temeke    | 240        | 1.162.915      | 1.346.674      |
| Kigamboni | 416        | 205.966        | 317.902        |
| Ilala     | 210        | 1.220.611      | 1.649.912      |
| Kinondoni | 271        | 929.681        | 982.328        |
| Ubungo    | 260        | 845.368        | 1.086.912      |

## Bevölkerung
Die Bevölkerungspyramide zeigt die für Großstädte typische Form mit einer Ausbuchtung bei der Altersgruppe 15 bis 34 Jahre. Diese weist auf eine Zuwanderung hin. Die Alphabetisierung der über Fünfjährigen ist hoch, 95 Prozent bei Männern und 93 Prozent bei Frauen (Stand 2012).

## Einrichtungen und Dienstleistungen
- Bildung: In Daressalam gibt es 377 öffentliche und 286 private Grundschulen sowie 138 öffentliche und 186 private weiterführende Schulen.[11] In der Stadt befinden sich sieben Universitäten,[12] die älteste ist die 1970 gegründete Universität von Daressalam.
- Gesundheit: Die medizinische Versorgung der Bevölkerung übernehmen 38 Krankenhäuser, 58 Gesundheitszentren und 436 Apotheken.[11]

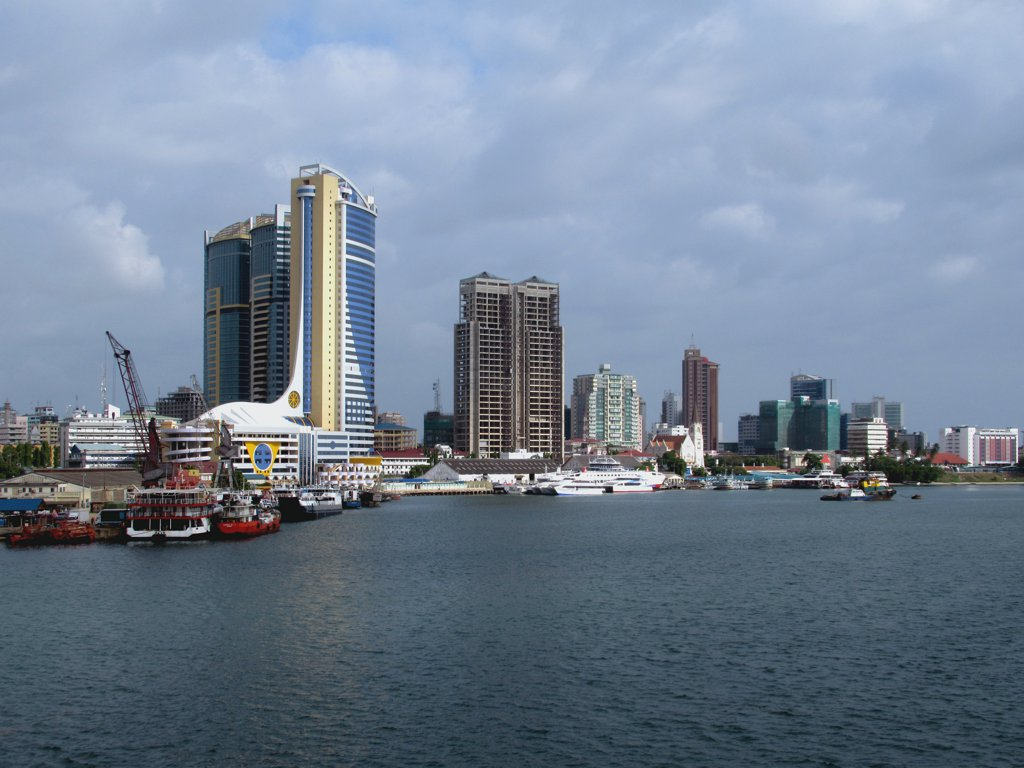
Hafenansicht

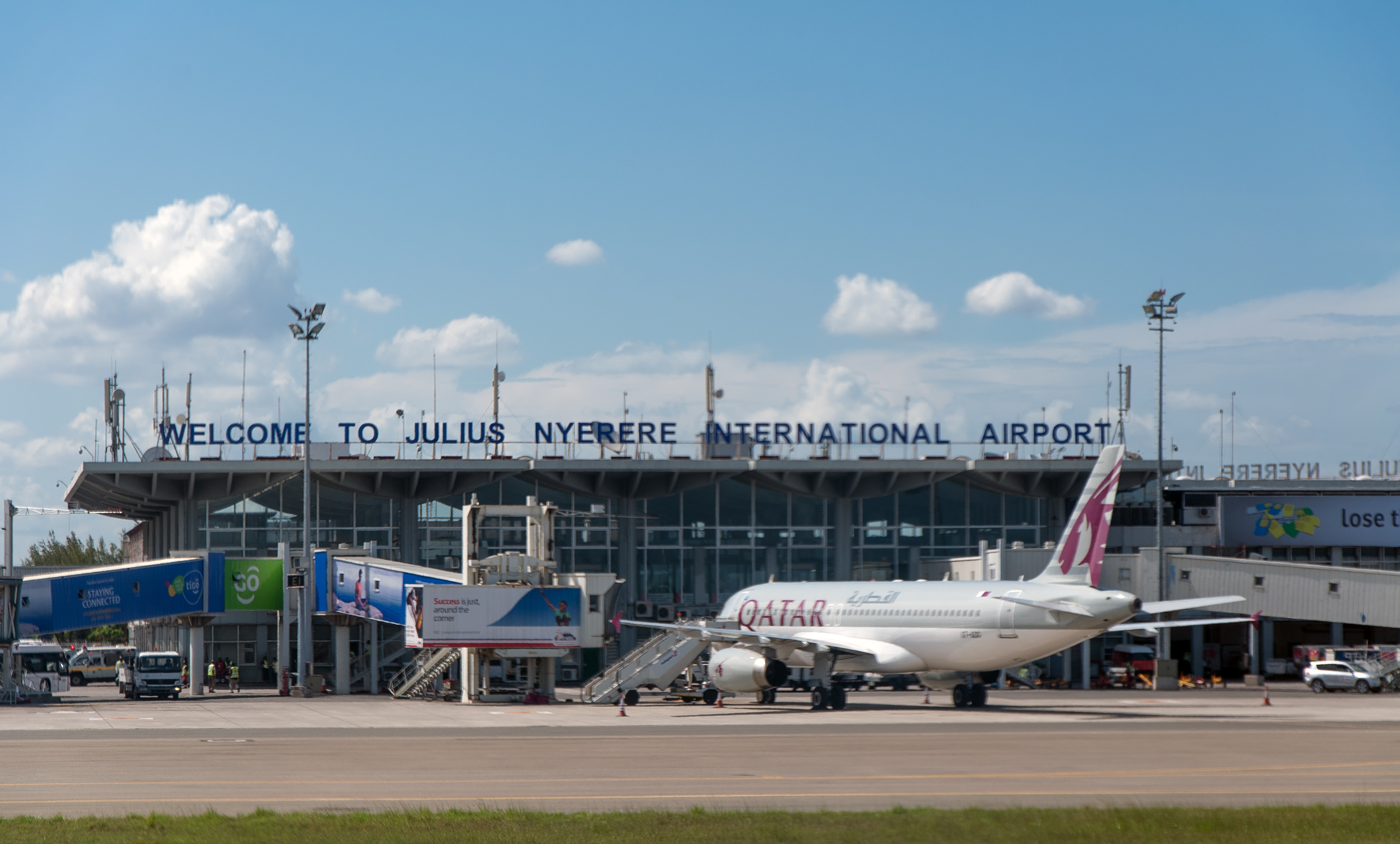
Flughafen Julius Nyerere

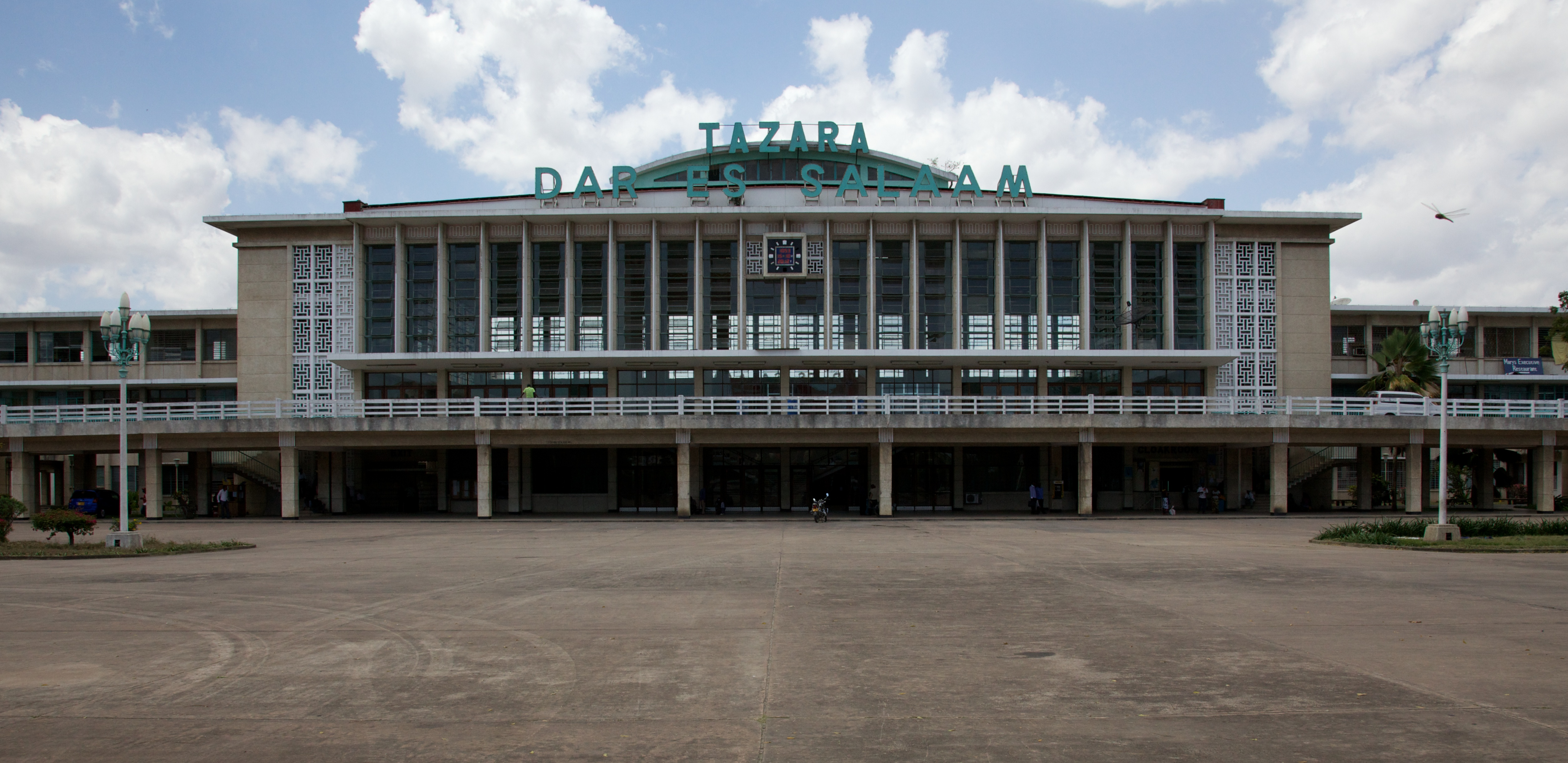
Bahnhof der TAZARA Lines

## Wirtschaft und Infrastruktur
Daressalam ist das wirtschaftliche Zentrum von Tansania. Es beherbergt über 500 große Industriebetriebe, wichtige Banken und Versicherungsunternehmen und es gibt gut ausgebaute Transportnetze.
- Industrie und Handel: Industrie und Handel beschäftigen 62 Prozent der Bevölkerung von Daressalam. Die Stadt ist mit 34 Banken das Finanzzentrum von Tansania. Hier sind auch Textilindustrie, lebensmittelverarbeitende Industrie, Getränkeindustrie und chemische Industrie angesiedelt. Im Jahr 2017 wurden 60.887 Handelslizenzen ausgestellt, das entspricht einer Steigerung von vier Prozent gegenüber 2016.[13]
- Landwirtschaft: Rund dreißig Prozent der in der Stadt verbrauchten landwirtschaftlichen Produkte werden in der Region hergestellt. Es sind vor allem Obst und Gemüse, die wegen der kurzen Transportwege kultiviert werden.[13]
- Tourismus: Daressalam ist wegen seiner Infrastruktur, seiner Hotels und wegen seiner arabischen, deutschen und englischen Geschichte für Touristen interessant. Daneben bietet es Sandstrände an der Küste des Indischen Ozeans und Korallenriffe an den vorgelagerten Inseln Mbodya, Bongoyo und Pangavini.[13]
- Hafen: Im Jahr 2018 wurden im Hafen Daressalam 14,4 Millionen Tonnen Fracht umgeschlagen und 1,9 Millionen Passagiere abgefertigt.[14]
- Flughafen: Der Julius Nyerere Flughafen ist mit 1.186.000 Passagieren im Jahr 2018 der mit Abstand größte Flughafen in Tansania.[15]
- Eisenbahn: Alle wichtigen Eisenbahnlinien Tansanias haben ihren Ausgangspunkt in Daressalam. Die Tanzania–Zambia Railway nach Südwesten führt über Mbeya nach Sambia, die Tanganjikabahn (auch Central Line genannt) verbindet Daressalam mit Tabora und Mpanda[16] und die 2019 wieder eröffnete Bahnlinie nach Norden fährt bis Arusha.[17]
- Straßen: Von Daressalam führt die Nationalstraße T7 die Küste entlang nach Mtwara im Süden und die Nationalstraße T1 nach Mbeya im Südwesten und weiter nach Sambia. Von der T1 zweigen die T2 in Richtung Norden nach Arusha und die T3 nach Dodoma im Nordwesten und weiter nach Ruanda ab.[18]

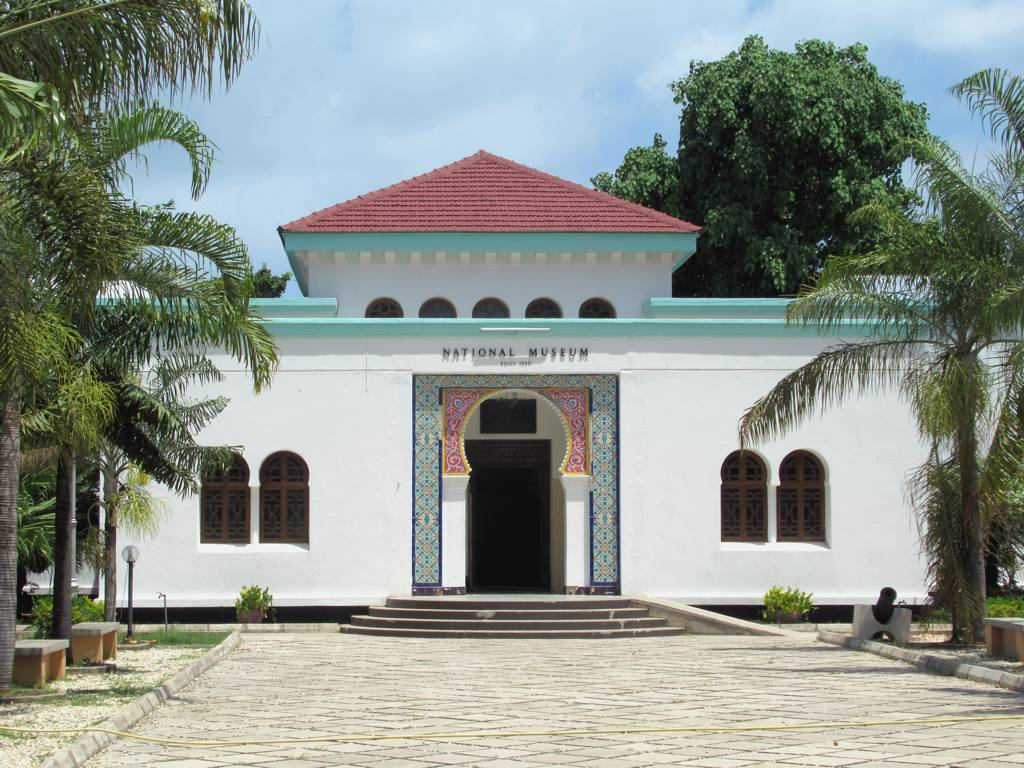
Nationalmuseum

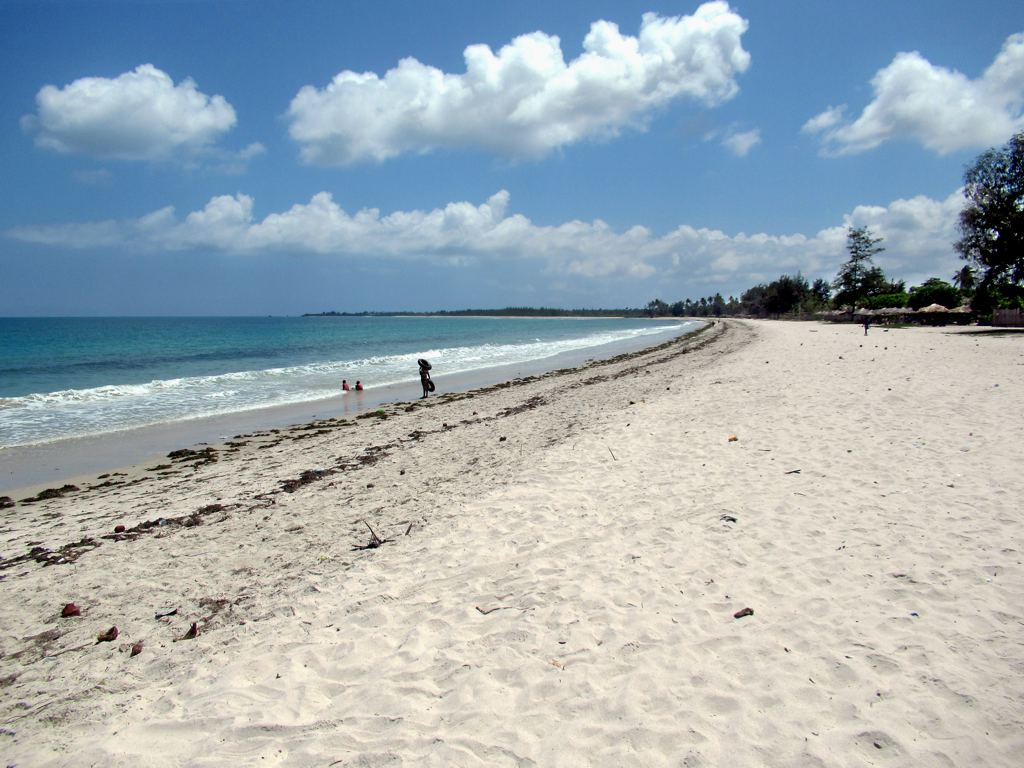
Strand im Süden von Daressalam

## Naturschutzgebiete, Sehenswürdigkeiten
- Pande Wildreservat: Dieses zwölf Quadratkilometer große Reservat wurde 1990 gegründet. Es ist ein Gebiet mit hoher Biodiversität, es beherbergt unter anderem 164 Pflanzenarten, 142 Vogelarten und 56 Schmetterlingsarten.[19]
- Nationalmuseum: Das Museum zeigt die Geschichte Tansanias, beginnend mit einer Abteilung über die Wiege der Menschheit über die Felsmalereien bis zu zeitgenössischer Kunst.[20]
- Daressalam Meereschutzgebiet: Die im Norden vorgelagerten Inseln Mbudya und Bongoyo und ihre Korallenriffe umfassen ein Meeresschutzgebiet mit ausgedehnten Seegraswiesen, Meeresschildkröten, seltenen Krabben und einer Vogelvielfalt.[21]

## Sonstiges
Die Universität Wien pflegt seit 2002 ein Partnerschaftsabkommen mit der Universität Daressalam, die Universität Göttingen seit 2005 eine Kooperation.